# در اینترنت
در اینترنت (انگلیسی: In the Net؛‏ کره‌ای: 망내인) یک مجموعه تلویزیونی محصول کره جنوبی بر پایه رمان جنایی خواهر دوم اثر چان هو کی است. این مجموعه به کارگردانی کیم جی وون و پارک بو رام و با فیلم‌نامهٔ اقتباس شده از این رمان توسط جو وون گیو است.

## بازیگران

### اصلی
- کیم سون هو در نقش اِن، یک مرد مرموز[۷]
- پارک گیو یونگ در نقش آه یی، خواهر بزرگتر[۸]

### مکمل
- لی هونگ نه[۹]
- جین هو اون[۱۰]
- پارک مین یی[۱۱]
- لی سو یی[۱۲]
- هان هیون جون
- سونگ جی هیون
- کیم سو یول
- پارک مون آه